# Championnat d'Europe 1991 de football américain
Navigation
1989 1993
Le Championnat d'Europe 1991 de football américain (en anglais, 1991 American Football European Championship) est la 5e édition du Championnat d'Europe de football américain. Il s'agit d'une compétition continentale de football américain mettant aux prises les sélections nationales européennes affiliées à l'EFAF.
La phase finale de cette édition a eu lieu en Finlande à Helsinki du 16 août au 18 août 1991.
C'est l'équipe de Grande-Bretagne qui remporte la compétition pour la deuxième fois de son histoire (elle était la détentrice du titre).

## Phase éliminatoire

### Groupe 1
|  | Demi-finales        | Demi-finales        |          |   | Finale   | Finale   |
|  | Demi-finales        | Demi-finales        |          |   | Finale   | Finale   |
|  |                     |                     |          |   |          |          |
|  | En 1990 en Belgique | En 1990 en Belgique |          |   | A Vienne | A Vienne |
|  | En 1990 en Belgique | En 1990 en Belgique |          |   | A Vienne | A Vienne |
|  | Belgique            | 0                   |          |   | A Vienne | A Vienne |
|  | Belgique            | 0                   |          |   | A Vienne | A Vienne |
|  | Autriche            | 30                  |          |   | A Vienne | A Vienne |
|  | Autriche            | 30                  | Autriche | 0 |          |          |
|  | En 1990 à Barcelone |                     | Autriche | 0 |          |          |
|  |                     | France              | 30       |   |          |          |
|  | Espagne             | France              | 30       | 0 |          |          |
|  | Espagne             |                     |          | 0 |          |          |
|  | France              | 40                  |          |   |          |          |
|  | France              | 40                  |          |   |          |          |

| Date            | Lieu   | Gagnant | Résultat | Perdant |
| --------------- | ------ | ------- | -------- | ------- |
| 16 février 1991 | Toulon | France  | 7 - 6    | Italie  |

France qualifiée pour la phase finale.

### Groupe 2
|  | Demi-finales     | Demi-finales     |       |   | Finale                     | Finale                     |
|  | Demi-finales     | Demi-finales     |       |   | Finale                     | Finale                     |
|  |                  |                  |       |   |                            |                            |
|  | 1991 à Amsterdam | 1991 à Amsterdam |       |   | 17 février 1991 à Goteborg | 17 février 1991 à Goteborg |
|  | 1991 à Amsterdam | 1991 à Amsterdam |       |   | 17 février 1991 à Goteborg | 17 février 1991 à Goteborg |
|  | Pays-Bas         | 30               |       |   | 17 février 1991 à Goteborg | 17 février 1991 à Goteborg |
|  | Pays-Bas         | 30               |       |   | 17 février 1991 à Goteborg | 17 février 1991 à Goteborg |
|  | Russie           | 7                |       |   | 17 février 1991 à Goteborg | 17 février 1991 à Goteborg |
|  | Russie           | 7                | Suède | 9 |                            |                            |
|  |                  |                  | Suède | 9 |                            |                            |
|  |                  | Pays-Bas         | 13    |   |                            |                            |
|  |                  | Pays-Bas         | 13    |   |                            |                            |
|  |                  |                  |       |   |                            |                            |
|  |                  |                  |       |   |                            |                            |
|  |                  |                  |       |   |                            |                            |

Pays-Bas qualifiés pour la phase finale.

## Phase finale

### Équipes participantes
| # | Équipe          | Motif de la qualification            | Dernière participation |
| - | --------------- | ------------------------------------ | ---------------------- |
| 1 | Finlande        | Pays organisateur                    | Euro 1989              |
| 2 | France          | Vainqueur groupe 1 des éliminatoires | Euro 1985              |
| 3 | Grande-Bretagne |                                      | Euro 1989              |
| 4 | Pays-Bas        | Vainqueur groupe 2 des éliminatoires | Inédit                 |

### Les matchs
|  | Demi-finales            | Demi-finales            |                        |    | Finale                  | Finale                  |
|  | Demi-finales            | Demi-finales            |                        |    | Finale                  | Finale                  |
|  |                         |                         |                        |    |                         |                         |
|  | 16 août 1991 à Helsinki | 16 août 1991 à Helsinki |                        |    | 18 août 1991 à Helsinki | 18 août 1991 à Helsinki |
|  | 16 août 1991 à Helsinki | 16 août 1991 à Helsinki |                        |    | 18 août 1991 à Helsinki | 18 août 1991 à Helsinki |
|  | Finlande                | 52                      |                        |    | 18 août 1991 à Helsinki | 18 août 1991 à Helsinki |
|  | Finlande                | 52                      |                        |    | 18 août 1991 à Helsinki | 18 août 1991 à Helsinki |
|  | France                  | 0                       |                        |    | 18 août 1991 à Helsinki | 18 août 1991 à Helsinki |
|  | France                  | 0                       | Finlande               | 3  |                         |                         |
|  | 16 août 1991 à Helsinki |                         | Finlande               | 3  |                         |                         |
|  |                         | Grande-Bretagne         | 14                     |    |                         |                         |
|  | Grande-Bretagne         | Grande-Bretagne         | 14                     | 49 |                         |                         |
|  | Grande-Bretagne         |                         |                        | 49 |                         |                         |
|  | Pays-Bas                | 3                       |                        |    |                         |                         |
|  | Pays-Bas                | 3                       | Match pour la 3e place |    |                         |                         |
|  |                         |                         |                        |    |                         |                         |
|  | 18 août 1991 à Helsinki |                         |                        |    |                         |                         |
|  |                         |                         |                        |    |                         |                         |
|  | France                  | 12                      |                        |    |                         |                         |
|  | France                  | 12                      |                        |    |                         |                         |
|  | Pays-Bas                | 17                      |                        |    |                         |                         |
|  | Pays-Bas                | 17                      |                        |    |                         |                         |